# Ordre de la Couronne précieuse
Pour les articles homonymes, voir Ordre de la Couronne.
L’ordre de la Couronne précieuse (宝冠章, Hōkan-shō) est un ordre japonais établi le 4 janvier 1888 par l'empereur Meiji. L'ordre n'avait à l'origine que 5 classes mais le 13 avril 1896 une sixième, septième et huitième classes furent ajoutées.
Cet ordre est traditionnellement réservé à des femmes, cependant plusieurs hommes ont eu l'honneur de le recevoir. Généralement, les hommes recevaient l'ordre du Soleil levant au lieu de celui-ci. En 1917, l'ordre fut décerné à vingt-neuf Américains pour leur participation à la guerre russo-japonaise. Cette liste inhabituelle de lauréats était composée de dix infirmières bénévoles et dix-neuf correspondants de journaux américains.
L'honneur de la première classe est généralement conféré aux femmes de la famille impériale. Contrairement à ses homologues européens, l'ordre peut être décerné à titre posthume.

## Conception
L'insigne de l'ordre est un médaillon doré ovale avec des motifs floraux à ses quatre extrémités (photos ci-dessous). Au centre se trouve une ancienne couronne japonaise sur fond bleu entouré d'un cercle rouge. Il est posé sur un plus grand insigne, dont la conception varie selon la classe, sur un ruban jaune avec des bandes rouges près des côtés, posé en écharpe sur l'épaule droite pour la première classe et en arc sur l'épaule gauche pour les autres classes.
L'étoile de l'ordre, portée uniquement pour les premières classes, a cinq branches ornées de perles avec des motifs floraux entre elles. Le disque central représente un Ho-o (phénix) sur fond bleu entouré d'un cercle rouge.
Les médailles de la 6e et 7e classes sont dorées bronzes. Le recto représente les drapeaux du Japon et l'empereur, surmontés du soleil levant. Le verso représente un arbre monumental qui est flanqué d'une branche de laurier et d'une branche de palmier.

## Classes
| #  | Image | Nom français                                 | Nom japonais                  |
| -- | ----- | -------------------------------------------- | ----------------------------- |
| 1. |       | Ordre de la Couronne précieuse, grand cordon | 宝冠大授章, hōkan daijūshō    |
| 2. |       | Ordre de la Couronne précieuse, pivoine      | 宝冠牡丹章, hōkan botanshō    |
| 3. |       | Ordre de la Couronne précieuse, papillon     | 宝冠白蝶章, hōkan shirochōshō |
| 4. |       | Ordre de la Couronne précieuse, glycine      | 宝冠藤花章, hōkan tōkashō     |
| 5. |       | Ordre de la Couronne précieuse, abricot      | 宝冠杏葉章, hōkan kyōyōshō    |
| 6. |       | Ordre de la Couronne précieuse, hérisson     | 宝冠波光章, hōkan hakōshō     |

## Récipiendaires de l'ordre

### Première classe
- 1er novembre 1888 ; Shōken ;
- 1er novembre 1888 : Eishō ;
- 1er novembre 1888 : Toko Mizoguchi, princesse du Japon ;
- 1er novembre 1888 : Arima Yoriko, princesse du Japon ;
- 1er novembre 1888 : Arisugawa Toshiko, princesse du Japon ;
- 1er novembre 1888 : Takehito Yasuko, princesse du Japon ;
- 1er novembre 1888 : Takatsukasa Hiroko, princesse du Japon ;
- 1er novembre 1888 : Nambu Ikuko, princesse du Japon ;
- 23 janvier 1889 : Dagmar de Danemark ;
- 16 février 1889 : Marie-Christine d'Autriche ;
- 8 mai 1890 : Louise-Marguerite de Prusse ;
- 1er novembre 1891 : Sanjō Chieko, princesse du Japon ;
- 24 mars 1892 : Liliʻuokalani ;
- 12 avril 1892 : Louise de Hesse-Cassel ;
- 19 juillet 1892 : Yaeko Yamauchi, princesse du Japon ;
- 7 mars 1896 : Alix de Hesse-Darmstadt ;
- 28 mai 1898 : Kaneko Iwakura, princesse du Japon ;
- 18 juin 1898 : Emma de Waldeck-Pyrmont ;
- 18 juillet 1898 : Saovabha Phongsri ;
- 8 septembre 1898 : Élisabeth de Wittelsbach ;
- 29 avril 1899 : Cixi ;
- 8 août 1899 : Wilhelmine des Pays-Bas ;
- 17 janvier 1900 : Nakayama Yoshiko ;
- 9 mai 1900 : Teimei ;
- 9 novembre 1901 : Kujo Noriko, princesse du Japon ;
- 13 avril 1902 : Alexandra de Danemark ;
- 13 avril 1902 : Augusta-Victoria de Schleswig-Holstein-Sonderbourg-Augustenbourg ;
- 10 juin 1902 : María de las Mercedes de Bourbon ;
- 16 mai 1903 : Marie Gabrielle en Bavière ;
- 28 mars 1905 : Cécilie de Mecklembourg-Schwerin ;
- 28 mars 1905 : Mary de Teck ;
- 3 novembre 1906 : Yoshiko Daigo, princesse du Japon ;
- 3 novembre 1906 : Tsuneko Tokugawa, princesse du Japon ;
- 24 décembre 1907 : Victoire-Eugénie de Battenberg ;
- 28 avril 1908 : Masako Takeda ;
- 29 avril 1909 : Fusako Kitashirakawa ;
- 11 juin 1909 : Hélène de Monténégro ;
- 11 février 1910 : Chikako Shimazu, princesse du Japon ;
- 11 février 1910 : Itsuko Nabeshima, princesse du Japon ;
- 5 mai 1910 : Nobuko Asaka ;
- 16 juin 1910 : Élisabeth de Stolberg-Rossla, duchesse de Mecklembourg ;
- 31 octobre 1913 : Shimazu Hisako, princesse du Japon ;
- 17 mai 1915 : Toshiko Higashikuni ;
- 10 novembre 1915 : Sunjeonghyo, impératrice de Corée ;
- 28 septembre 1922 : Nagako ;
- 1er septembre 1923 : Kaya Sakiko, princesse du Japon ;
- 8 janvier 1924 : Shizuko Minase, princesse du Japon ;
- 21 décembre 1926 : Yi Bangja ;
- 28 septembre 1928 : Setsuko Matsudaira ;
- 4 février 1930 : Kikuko Takamatsu ;
- 11 février 1930 : Ichijou Tokiko, princesse du Japon ;
- 27 mai 1931 : Toshiko Kujo, princesse du Japon ;
- 8 février 1935 : Tomoko Kuni, princesse du Japon ;
- 14 juillet 1936 : Naoko Ichijo, princesse du Japon ;
- 1937 : Elizabeth Bowes-Lyon  ;
- 11 février 1940 : Yanagihara Naruko ;
- 6 octobre 1941 : Yoshiko Matsudaira, princesse de Corée ;
- 6 octobre 1941 : Yuriko Takagi ;
- 12 octobre 1943 : Shigeko Higashikuni ;
- 16 mai 1944 : Mitsuko Sanjo, princesse du Japon ;
- 10 mai 1945 : Sachiko Tokugawa, princesse du Japon ;
- 10 avril 1959 : Michiko Shōda ;
- 1962  : Alexandra de Kent ;
- 29 avril 1964 : Kazuko Takatsukasa ;
- 29 avril 1964 : Atsuko Ikeda ;
- 29 avril 1964 : Takako Shimazu ;
- 29 avril 1964 : Yasuko Konoe ;
- 30 septembre 1964 : Hanako Masahito de Hitachi ;
- 1968 : Farah Pahlavi, impératrice d'Iran ;
- 1968 : Siti Hartinah ;
- 1971 : Anne du Royaume-Uni ;
- 5 octobre 1971 : Margaret du Royaume-Uni[2] ;
- 1er novembre 1971 : Masako Sen ;
- 10 mars 1976 : Alia bint Al Hussein, princesse de Jordanie ;
- 7 novembre 1980 : Nobuko Tomohito de Mikasa ;
- 6 décembre 1984 : Hisako Norihito de Takamado ;
- 18 avril 1989 : Sayako Kuroda ;
- 29 juin 1990 : Kiko d'Akishino ;
- 30 septembre 1991 : Raja Permaisuri Tuanku Bainun, reine de Malaisie ;
- 9 juin 1993 : Masako Owada ;
- 25 mai 1995 : Margaret Thatcher ;
- 23 octobre 2011 : Mako Komuro ;
- 7 décembre 2012 : Haminah Hamidun  ;
- 24 octobre 2014  : Máxima Zorreguieta  ;
- 29 décembre 2014 : Kako d'Akishino ;
- 4 octobre 2016 : Mathilde d'Udekem d'Acoz  ;
- 31 mars 2017 : Letizia Ortiz [3] ;
- 21 novembre 2017 : María Teresa Mestre ;
- 1er décembre 2021 : Aiko de Toshi ;
- Margrethe II de Danemark ;
- Paola Ruffo di Calabria [4],[5] ;
- Silvia Sommerlath [6] ;
- Sirikit Kitiyakara  ;
- Sophie de Grèce [7] ;
- Sonja Haraldsen [8] ;
- Tuanku Fauziah (en)[9] ;
- Srinagarindra de Thaïlande ;
- Sirindhorn de Thaïlande ;

- Mette-Marit Tjessem Høiby[10] ;
- Basma bint Talal (en), princesse de Jordanie.

### Deuxième classe
- 10 décembre 1895 : Kujo Noriko, princesse du Japon ;
- 10 décembre 1895 : Yoshiko Daigo, princesse du Japon ;
- 28 mai 1898 : Tsuneko Tokugawa, princesse du Japon ;
- 10 février 1900 : Chikako Shimazu, princesse du Japon ;
- 28 novembre 1900 : Itsuko Nabeshima, princesse du Japon ;
- 26 novembre 1902 : Shimazu Hisako, princesse du Japon ;
- 9 mars 1907 : Shizuko Minase, princesse du Japon ;
- 6 janvier 1919 : Yi Bangja ;
- 27 juin 1922 : Kaya Sakiko, princesse du Japon ;
- 21 janvier 1925 : Tomoko Kuni, princesse du Japon ;
- 14 juillet 1926 : Naoko Ichijo, princesse du Japon ;
- 5 octobre 1931 : Yoshiko Matsudaira, princesse de Corée ;
- 12 mai 1934 : Mitsuko Sanjo, princesse du Japon ;
- 26 avril 1935 : Sachiko Tokugawa, princesse du Japon ;
- 1961 : Oku Mumeo ;
- 1998 : Chie Nakane ;
- 20 décembre 2001 : Akiko de Mikasa ;
- 25 octobre 2003 : Yōko de Mikasa ;
- 8 mars 2006 : Tsuguko de Takamado ;
- 22 juillet 2008 : Noriko Senge ;
- 15 septembre 2010 : Ayako Moriya ;
- 21 novembre 2017 : Alexandra de Luxembourg.

### Troisième classe
- 1950 : Elizabeth Gray Vining [11] ;
- 1965 : Chika Kuroda ;
- 1965 : Kono Yasui ;
- 1968 : Yoshi Kasuya ;
- 1978 : Sugino Yoshiko ;
- 1980 : Toshiko Yuasa ;
- 1985 : Eleanor Jorden [12];
- Joyce Ackroyd (en) [13] ;
- Lillian Moller Gilbreth.

### Quatrième classe
- 1968 : Michiyo Tsujimura ;
- 1990 : Machiko Hasegawa ;
- 14 février 1995 : Yvette Giraud [14] ;
- Cayetana Fitz-James Stuart.

### Cinquième classe
- 1985 : Fujima Kansuma.

### Sixième classe
- Anita Newcomb McGee (en)

### Septième classe
- 1896 : Yamamoto Yaeko ;
- Richard Harding Davis, Collier's Weekly.[1]
- John Fox, Jr. (en), Scribner's Magazine.[1]
- George Kennan, The Outlook (New York) (en)[1].
- Jack London, Hearst papers.
- Frederick Palmer (en), Collier's Weekly.[1]
- James Ricalton[15], Travel Magazine.[1]
- Grant Wallace (en), San Francisco Bulletin.[1]